# Boquerón 3.ª Sección (El Guanal)
Boquerón 3.ª Sección (El Guanal) es una localidad del municipio de Centro ubicado en la subregión centro del estado mexicano de Tabasco.

## Geografía
La localidad de Boquerón 3.ª Sección (El Guanal) se sitúa en las coordenadas geográficas 17°55′10″N 92°58′43″O / 17.919444, -92.978611, a una elevación de 9 metros sobre el nivel del mar.

## Demografía
Según el Conteo de Población y Vivienda 2020, efectuado por el Instituto Nacional de Estadística y Geografía, la localidad de Boquerón 3.ª Sección (El Guanal) tiene 2,241 habitantes, de los cuales 1,111 son del sexo masculino y 1,130 del sexo femenino. Su tasa de fecundidad es de 2 hijos por mujer y tiene 645 viviendas particulares habitadas.
| Gráfica de evolución demográfica de Boquerón 3.ª Sección (El Guanal) entre 1970 y 2020 |
|                                                                                        |
| INEGI.                                                                                 |